# Sgian dubh

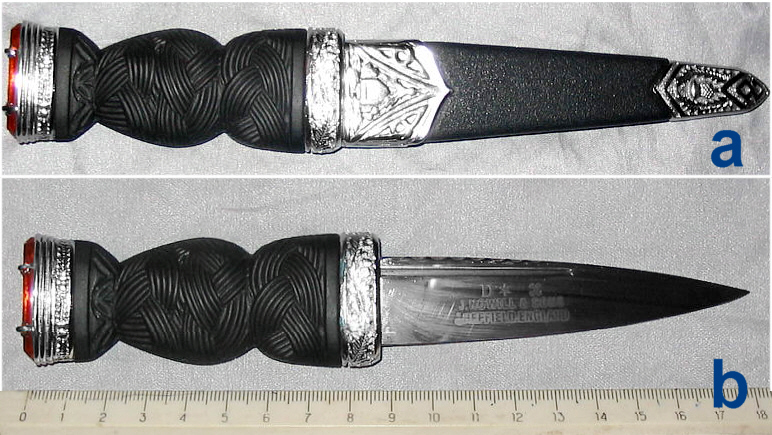
Sgian dubh, couteau écossais, maison J. Nowill & Sons, Sheffield.

Le sgian dubh (prononcer skin dou en anglais, et skiane du en gaélique), en gaélique écossais : lame noire, est un petit couteau à un seul fil tranchant, emblématique de la culture écossaise.

## Nom
Le couteau est appelé de différentes façons : sgian dubh, la plus commune, mais aussi skene du, skein dubh, skean dhu et skhian dubh. La prononciation peut également varier.
Le terme est composé de deux mots, sgian, qui signifie en gaélique écossais « couteau » ou « lame » et dubh, qui veut dire « noire ». Ce second mot peut faire référence à la couleur sombre du manche, à son caractère dissimulé, ou renvoyer au dieu Dubh.

## Utilisation

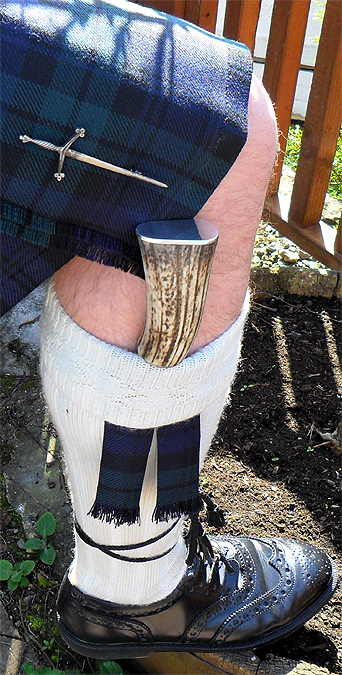
Un sgian dubh porté au niveau de la jambe.

Le couteau est utilisé à l'origine pour couper et manger les fruits, la viande, le pain et le fromage, ainsi que pour d'autres usages quotidiens ou pour se protéger. Il est aujourd'hui porté comme un élément de la tenue traditionnelle écossaise et irlandaise, glissé dans le bas, en laissant visible seulement la partie supérieure de la garde. Le sgian dubh est normalement porté sur la jambe droite, mais peut aussi être porté sur la jambe gauche, selon que son porteur est droitier ou gaucher.

## Histoire
Le sgian dubh apparaît à partir du xvie siècle et se répand parmi la population écossaise. Il est souvent porté avec le kilt. Une autre hypothèse est qu'il aurait été conçu après la défaite écossaise à la bataille de Culloden, en 1746, pour contourner l'interdiction de posséder des armes longues, imposée par les Anglais. Le couteau est visible pour la première fois sur des peintures à partir du début du XIXe siècle. C'est à cette époque qu'il devient un symbole national écossais, popularisé par Robert Roy MacGregor.
Il passe progressivement d'un outil pratique à un symbole de la culture écossaise, intégrant la tenue traditionnelle écossaise, dénommée « Highland dress ». Il se transmet de génération en génération et est décoré de motifs rendant hommage à l'histoire écossaise.
Son apparition dans la culture populaire à l'époque contemporaine, à travers Braveheart ou Outlander, conduit à un gain en popularité. De nouveaux modèles sont imaginés, avec des conceptions plus complexes. Il est de plus en plus utilisé dans la vie quotidienne, comme outil multifonctions.

## Législation
Le sgian dubh fait parfois l'objet de restrictions malgré son caractère culturel, en raison de son utilisation comme arme lors d'épisodes de violences ou de conflits. Des débats entourent sa classification parmi les armes ou comme simple accessoire culturel. 
Il est légal en Écosse en tant qu'accessoire de la tenue traditionnelle écossaise mais peut être interdit dans d'autres circonstances.
Le bannissement de ce couteau est envisagé lors d'une commémoration de la bataille de Bannockburn en 2014, mais la mobilisation des responsables de clans et le dialogue qui s'ensuit permet de lever l'interdiction.